# Ascher Tamás
Ascher Tamás (Budapest, 1949. március 3. –) Kossuth- és Jászai Mari-díjas magyar rendező, egyetemi tanár, érdemes művész. Ascher Oszkár előadóművész, rendező, színházigazgató fia.

## Életpályája
Ascher Oszkár és Balázs Gabriella Mária fia. A Színház- és Filmművészeti Főiskola elvégzése előtt bölcsésznek tanult. Rendeződiplomáját 1973-ban szerezte, Szép Ernő: Patika c. színművével vizsgázott a kaposvári Csiky Gergely Színházban, majd oda is szerződött. 1978-ban ment át a Nemzeti Színházhoz, Zsámbéki Gábor hívására. Kaposváron továbbra is dolgozott mint vendég, végül 1981-ben visszaszerződött. 1983–2003 között a Csiky Gergely Színház főrendezője. 1982 óta tagja a budapesti Katona József Színháznak is, 2011. február 1-jétől a színház főrendezője.
A párizsi Európa Színház Tanács alapító tagja, rendes tagja a Széchenyi Irodalmi és Művészeti Akadémiának.
A Katona József Színházban rendezett Csehov-darabok; a Három nővér, a Platonov és az Ivanov több földrészen is komoly sikerrel vendégszerepeltek. Külföldi vendégrendezései közül – többek között – az orosz klasszikus Ványa bácsi című darabja aratott nagy sikert Sydneyben New Yorkban és Washingtonban. Jelentős volt Mesél a bécsi erdő-rendezése az oslói Norske-színházban (2001), melyért Hedda-díjat kapott. Többször rendezett a bécsi Akademietheaterben, Helsinki több színházában.
1983–2020 között a Színház- és Filmművészeti Egyetemen tanított színészeket, majd rendezőket. 2002 óta habilitált egyetemi tanár. 2006–2014 között az egyetem rektora volt.
Legutóbbi zenés rendező osztályát Forgács Péterrel együtt vezeti, a harmadévtől kezdve (2021. szeptember) már a FreeSZFE Egyesület kötelékében.

### Magánélete
Nős, négy gyermek édesapja.

## Rendezései
Századik rendezésének bemutatója 2011. június 16-án volt a Károly körúti Belvárosi Színházban. A darab címe: Bandy-lányok. Szereplők: Hernádi Judit és Udvaros Dorottya.
Első száz rendezésének Khell Zsolt negyven, Szakács Györgyi negyvenöt alkalommal volt alkotótársa. A trió harminckét alkalommal dolgozott együtt.
A táblázat oszlop szinten rendezhető!
| Szerző                                                  | A darab címe                               | A bemutató dátuma                | S z í n h á z                                               |
| ------------------------------------------------------- | ------------------------------------------ | -------------------------------- | ----------------------------------------------------------- |
| Euripidész                                              | Alkésztisz                                 | 1972. május 11.                  | Ódry Színpad                                                |
| Szép Ernő                                               | Patika                                     | 1972. november 24.               | Kaposvári Csiky Gergely Színház                             |
| Charell-Amstein                                         | Tűzijáték                                  | 1974. április 19.                | Kaposvári Csiky Gergely Színház                             |
| Barta Lajos                                             | Szerelem                                   | 1974. május 10.                  | Kaposvári Csiky Gergely Színház                             |
| Vekerdy Tamás                                           | Jelenetek Rákóczi életéből                 | 1974. november 15.               | Kaposvári Csiky Gergely Színház                             |
| Andrzej Wajda                                           | Ördögök                                    | 1975. január 17.                 | Kaposvári Csiky Gergely Színház                             |
| Carlo Collodi–Litvai Nelli                              | Pinokkió                                   | 1975. június 7.                  | Budapesti Gyermekszínház                                    |
| Brecht                                                  | A kaukázusi krétakör                       | 1975. október 2.                 | Kaposvári Csiky Gergely Színház                             |
| Beckett                                                 | Godot-ra várva                             | 1975. december 20.               | Kaposvári Csiky Gergely Színház                             |
| Barabás Tibor–Gádor Béla Darvas Szilárd–Kerekes János   | Állami Áruház                              | 1976. május 21.                  | Kaposvári Csiky Gergely Színház                             |
| Milne                                                   | Micimackó                                  | 1977. január 19.                 | Kaposvári Csiky Gergely Színház                             |
| Okudzsava Váradi Szabolcs–Fodor Géza                    | Merszi! – avagy Sipov kalandjai            | 1977. április 10.                | Kaposvári Csiky Gergely Színház                             |
| Ödön von Horváth                                        | Mesél a bécsi erdő                         | 1977. december 9.                | Kaposvári Csiky Gergely Színház                             |
| Jacobi Viktor Bródy Miksa–Martos Ferenc                 | Sybill                                     | 1978. április 28.                | Kaposvári Csiky Gergely Színház                             |
| Carlo Collodi-Litvai Nelli                              | Pinokkió kalandjai                         | 1978. szeptember 19.             | Kaposvári Csiky Gergely Színház                             |
| Brecht                                                  | A Szecsuáni jólélek                        | 1978. szeptember 29.             | Kaposvári Csiky Gergely Színház                             |
| Weöres Sándor                                           | Szent György és a sárkány                  | 1979. április 13.                | Nemzeti Színház                                             |
| Mozart                                                  | Idomeneo                                   | 1979. október 14.                | Magyar Állami Operaház                                      |
| John Arden                                              | Élnek, mint a disznók                      | 1980. február 22.                | Kaposvári Csiky Gergely Színház                             |
| Osztrovszkij                                            | Jövedelmező állás                          | 1980. december 1.                | Nemzeti Színház                                             |
| Kroetz                                                  | Meierék                                    | 1980. május 23.                  | Nemzeti Színház                                             |
| Fred Ebb-Bob Fosse                                      | Chicago                                    | 1981. január 23.                 | Kaposvári Csiky Gergely Színház                             |
| Radicskov                                               | Repülési kísérlet                          | 1981. június 1.                  | Nemzeti Színház                                             |
| Turgenyev                                               | Egy hónap falun                            | 1981. október 2.                 | Kaposvári Csiky Gergely Színház                             |
| Kacsóh Pongrác–Heltai Jenő                              | János vitéz                                | 1982. október 22.                | Kaposvári Csiky Gergely Színház                             |
| Beckett                                                 | Ó, azok a szép napok                       | 1982. november 29.               | Kaposvári Csiky Gergely Színház                             |
| Ödön von Horváth                                        | Kasimir és Karoline                        | 1983. január 21.                 | Kaposvári Csiky Gergely Színház                             |
| Pinter                                                  | Hazatérés                                  | 1983. április 15.                | Katona József Színház                                       |
| Shakespeare                                             | Hamlet                                     | 1983. december 16.               | Kaposvári Csiky Gergely Színház                             |
| Bulgakov                                                | A Mester és Margarita                      | 1984. március 23.                | Kaposvári Csiky Gergely Színház                             |
| Csehov                                                  | Cseresznyéskert                            | 1984. október 12.                | Kaposvári Csiky Gergely Színház                             |
| Euripidész                                              | Alkésztisz                                 | 1985. július 25.                 | Kaposvári Csiky Gergely Színház                             |
| Csehov                                                  | Három nővér                                | 1985. december 6.                | Katona József Színház (Budapest)                            |
| Ionesco                                                 | A kopasz énekesnő                          | 1986. február 28.                | Kaposvári Csiky Gergely Színház                             |
| Ionesco                                                 | Különóra                                   | 1986. február 28.                | Kaposvári Csiky Gergely Színház                             |
| Camus                                                   | Ördögök                                    | 1986. szeptember 27.             | Vígszínház                                                  |
| Goldoni                                                 | Velencei terecske                          | 1987. február 27.                | Kaposvári Csiky Gergely Színház                             |
| Petrusevszkaja                                          | Három lány kékben                          | 1987. május 2.                   | Katona József Színház (Budapest)                            |
| Beckett                                                 | Godott-ra várva                            | 1988. január 15.                 | Kaposvári Csiky Gergely Színház (Gödöllő)                   |
| Erdman                                                  | Az öngyilkos                               | 1988. április 29.                | Kaposvári Csiky Gergely Színház                             |
| Litvai Nelli-Carlo Collodi-Kormos István                | Pinokkió, a hosszúorrú fabáb története     | 1988. szeptember 15.             | Kaposvári Csiky Gergely Színház                             |
| Ionesco                                                 | Haldoklik a király                         | 1989. január 20.                 | Katona József Színház (Budapest)                            |
| Witold Gombrowicz                                       | Yvonne, burgundi hercegnő                  | 1989. április 7.                 | Kaposvári Csiky Gergely Színház                             |
| George Orwell-Peter Hall                                | Állatfarm                                  | 1990. február 9.                 | Kaposvári Csiky Gergely Színház                             |
| Csehov                                                  | Platonov                                   | 1990. május 21.; 1990. június 2. | Bouffes du Nord (Párizs)- Katona József Színház (Budapest)  |
| Milne-Julian Slade                                      | Mici Mackó                                 | 1990. szeptember 27.             | Kaposvári Csiky Gergely Színház                             |
| Molière                                                 | Mizantrop                                  | 1991. november 29.               | Kaposvári Csiky Gergely Színház                             |
| Heinrich Böll-Bereményi Géza                            | Katharina Blum elvesztett tisztessége      | 1992. május 28.                  | Katona József Színház (Budapest)                            |
| Goldoni                                                 | Új lakás                                   | 1992. november 6.                | Katona József Színház (Budapest)                            |
| Gorkij                                                  | Éjjeli menedékhely                         | 1993. február 4.                 | Kaposvári Csiky Gergely Színház                             |
| Howard Barker                                           | Jelenetek egy kivégzésből                  | 1994. február 4.                 | Kaposvári Csiky Gergely Színház                             |
| Pirandello                                              | Ma este improvizálunk                      | 1994. április 21.                | Katona József Színház (Budapest)                            |
| Halász Péter, Kornis Péter, Bereményi Géza              | Hatalom, Pénz, Hírnév, Szépség, Szeretet   | 1994. szeptember 12.             | Katona József Színház (Budapest)                            |
| Ionesco                                                 | Különóra                                   | 1994. szeptember 22.             | Ódry Színpad                                                |
| Mrozek                                                  | Károly                                     | 1994. szeptember 22.             | Ódry Színpad                                                |
| Ionesco                                                 | Kopasz énekesnő                            | 1994. szeptember 22.             | Ódry Színpad                                                |
| Dürrenmatt                                              | Az öreg hölgy látogatása                   | 1995. október 6.                 | Kaposvári Csiky Gergely Színház                             |
| Arden                                                   | Élnek mint a disznók                       | 1996. február 16.                | Katona József Színház (Budapest)                            |
| Schwab                                                  | Elnöknők                                   | 1996. május 18.                  | Katona József Színház (Budapest)                            |
| Weill-Brecht                                            | Weill – Csákányi – est                     | 1996. november 8.                | Katona József Színház (Budapest)                            |
| Schimmelpfennig                                         | Nő a multból                               | 2006. március 4.                 | Örkény István Színház                                       |
| Rejtő Jenő Hamvai Kornél-Varró Dániel                   | Vesztegzár a Grand Hotelban                | 2006. április 28.                | Kaposvári Csiky Gergely Színház                             |
| Bernstein-Arthur Laurents                               | West Side Story                            | 2006. október 17.                | Ódry Színpad Társrendező: Novák Eszter                      |
| MacDermot-Gerome-James                                  | Hair                                       | 2006. október 17.                | Ódry Színpad Társrendező: Novák Eszter                      |
|                                                         | Vakrepülés (Szj. 923121 – Embervásár)      | 2006. november 5.                | Ódry Színpad Társrendező: Novák Eszter                      |
| Ibsen                                                   | A vadkacsa                                 | 2007. január 19.                 | Katona József Színház (Budapest)                            |
| Mozart                                                  | Varázsfuvola                               | 2007. február 7.                 | Vizsgaelőadás a Merlin Színházban Társrendező: Novák Eszter |
| Vajda János Csokonai Vitéz Mihály-Fodor Géza            | Karnyóné                                   | 2007. május 4.                   | Magyar Állami Operaház                                      |
| Ödön von Horváth                                        | Mit csinál a kongresszus?                  | 2007. november 14.               | Katona József Színház (Budapest)                            |
| Gorkij                                                  | Barbárok                                   | 2008. november 14.               | Katona József Színház (Budapest)                            |
| Crouch-McDermot-Hoffmann                                | Jógyerekek képeskönyve                     | 2009. január 17.                 | Örkény István Színház – MÜPA                                |
| Knut Hamsun                                             | Éhség                                      | 2009. április 25.                | Katona József Színház (Budapest)                            |
| Verdi                                                   | Álarcosbál                                 | 2009. október 27.                | Kolozsvári Magyar Opera                                     |
| Murger-Kaurismäki                                       | Bohémélet                                  | 2010. február 13.                | Örkény István Színház                                       |
| Marivaux                                                | A szerelem diadala                         | 2010. április 23.                | Katona József Színház (Budapest)                            |
| Flaubert – Forgách András                               | Dilettánsok                                | 2011. április 29.                | Katona József Színház (Budapest)                            |
| Parti Nagy Lajos                                        | A Bandy-lányok                             | 2011. június 18.                 | Belvárosi (Színház) Rendezvényközpont                       |
| Georg Büchner – Tom Waits                               | Woyzeck                                    | 2011. november 5.                | Katona József Színház (Budapest)                            |
| Ibsen                                                   | Peer Gynt                                  | 2012. március 17.                | Örkény István Színház                                       |
| Parti Nagy Lajos (Carlo Collodi – Tolsztoj)             | Pinokkió                                   | 2012. október 19.                | Katona József Színház                                       |
| Hamvai Kornél – Varró Dániel                            | A zöld kilences                            | 2012. december 1.                | Vígszínház                                                  |
| Fischer Iván Krúdy Gyula-Kossuth Lajos Parti Nagy Lajos | A vörös tehén társrendező: Székely Kriszta | 2013. október 13.                | Millenáris Teátrum                                          |
| Beckett                                                 | Godot-ra várva társrendező: Zsámbéki Gábor | 2014. április 26.                | Katona József Színház                                       |
| Mike Leigh                                              | Abigail bulija                             | 2015. január. 16.                | Katona József Színház (Budapest)                            |
| Arthur Schnitzler                                       | A Bernhardi-ügy                            | 2015. március. 27.               | Örkény István Színház                                       |
| Anton Pavlovics Csehov                                  | Sirály                                     | 2015. december 20.               | Katona József Színház (Budapest)                            |
| Fábián Péter; Benkó Bence                               | Át az ingoványon                           | 2016. április 23.                | k2 Színház                                                  |
| Molière                                                 | A nők iskolája                             | 2016. október 9.                 | Katona József Színház (Budapest)                            |
| Thomas Mann                                             | József és testvérei                        | 2017. február 4.                 | Örkény István Színház                                       |
| Nyikolaj Vasziljevics Gogol                             | Háztűznéző                                 | 2017. október 7.                 | Katona József Színház (Budapest)                            |
| Alekszandr Vasziljevics Szuhovo-Kobilin                 | Az ügy – avagy Normális Eljárás            | 2018. december 19.               | Katona József Színház (Budapest)                            |
| Neil Gaiman                                             | Coraline                                   | 2019. január 17.                 | Budapest Bábszínház                                         |

## Filmszerepei
- Alagút (1980)
- Szalontüdő (2006)

## Hang és kép
- Sydney – Uncle Vanya
- RTL Klub
- A Szalontüdő című filmben Archiválva 2011. augusztus 20-i dátummal a Wayback Machine-ben

## Díjai, elismerései
- Színikritikusok díja

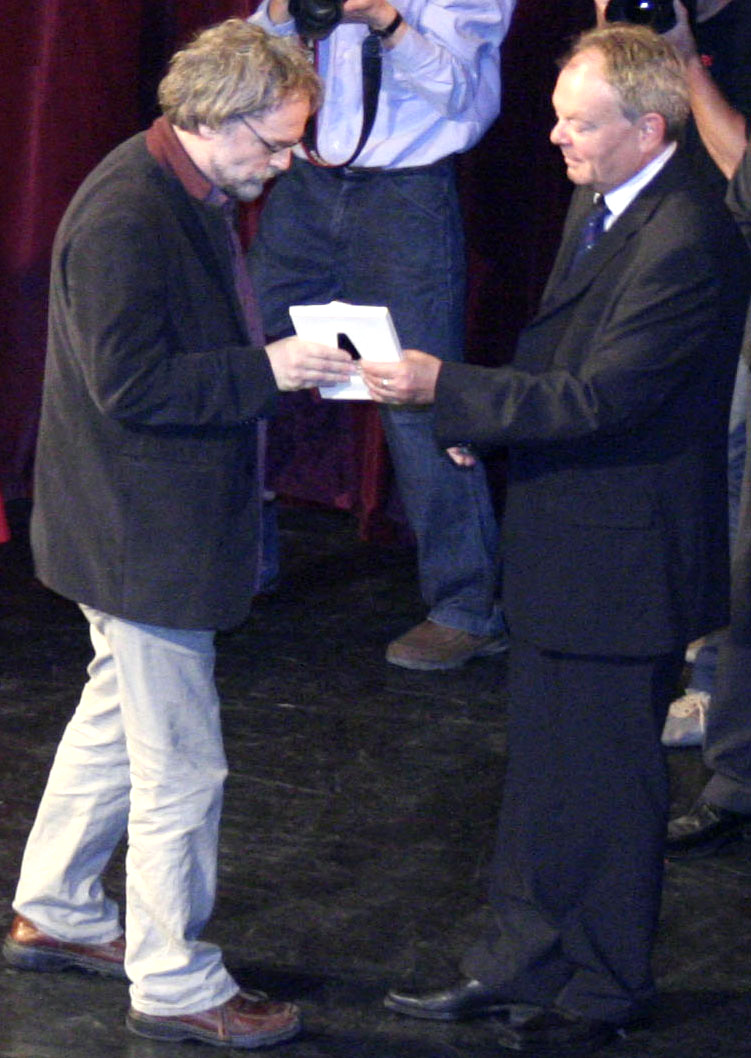
Ascher Tamás átveszi a legjobb rendezés díját a 2009-es POSZT-on

  - A legjobb rendezés (1980, 1986, 1988, 1990, 1992, 1994, 2000)[7]
  - A legjobb zenés előadás (1997, 2000, 2009)[7]
  - A legjobb előadás (2000)[7]
- Jászai Mari-díj (1983)[7]
- Országos Színházi Találkozó/POSZT díja A legjobb rendezésért (1984, 1986, 1988, 1992, 1993, 1999, 2000, 2009)[7]
- BITEF nagydíj, Belgrád (Három nővér – Andrzej Wajda Bűn és bűnhődésével megosztva, 1987)[7]
- Érdemes művész (1988)[7]
- A legjobb idegennyelvű előadás díja, Caracas (1990) [7]
- Francia kritikusok díja, az év legjobb külföldi rendezése, Párizs (Platonov, 1990)[7]
- Kossuth-díj (1992)[7]
- Hevesi Sándor-díj (1998)[7]
- A Magyar Köztársasági Érdemrend középkeresztje (2002)[7]
- Hedda-díj, Oslo (legjobb rendezés, Mesél a bécsi erdő, 2002)[7]
- MESS Fesztivál, legjobb rendezés és legjobb előadás, Szarajevo (Ivanov, 2004)[7]
- Arany Maszk-díj; az évad legjobb külföldi előadása, Moszkva (Ivanov, 2008)[10]
- Prima-díj (2019)[11]